# Cagney i Lacey
Cagney i Lacey (ang. Cagney & Lacey) – amerykański serial kryminalny emitowany od 25 marca 1982 do 16 maja 1988 na przez stację CBS. W Polsce nadawany był przez TVP1.

## Fabuła
Serial opowiada o dwóch policjantkach z Nowego Jorku – Christine Cagney (Sharon Gless) i Mary Beth Lacey (Tyne Daly).

## Obsada
- Sharon Gless jako Christine Cagney (1982-88): 119 odcinków[2]
- Tyne Daly jako Mary Beth Lacey (1981-88): 126 odcinków
- Harvey Atkin jako Ronald Coleman (1981-88): 96 odcinków
- Martin Kove jako Victor Isbecki (1982-88): 123 odcinki
- Al Waxman jako por. Bert Samuels (1981-88): 125 odcinków
- Dan Shor jako detektyw Jonah Newman (1985-86): 19 odcinków
- Stephen Macht jako David Keeler (1985-88): 21 odcinków
- Carl Lumbly jako Mark Petrie (1981-88): 105 odcinków
- John Karlen jako Harvey Lacey (1982-88): 124 odcinki
- Troy W. Slaten jako Michael Lacey (1982-88): 73 odcinki
- Sidney Clute jako Paul La Guardia (1982-88): 84 odcinki
- Tony La Torre jako Harvey Lacey Jr. (1982-88): 69 odcinków
- Paul Mantee jako Al Corassa (1983-88): 55 odcinków
- Robert Hegyes jako Manny Esposito (1986-88): 41 odcinków
- Alan Bendich jako detektyw (1983-86): 41 odcinków
- Barry Laws jako Basil (1986-88): 26 odcinków
- Dick O’Neill jako Charles "Charlie" Fitzgerald Cagney (1982-87): 25 odcinków
- Jo Corday jako Josie (1984-88): 24 odcinki
- Beverley Faverty jako Beverley Faverty (1987-88): 19 odcinków
- Michael Fairman jako Knelman, insp. depart. policji (1984-88): 17 odcinków
- Merry Clayton jako Verna Dee Jordan (1987-88): 15 odcinków
- Barry Primus jako sierż. Dory McKenna (1982-85): 11 odcinków
- David Paymer jako Todd Feldberg (1982-88): 11 odcinków
- Jason Bernard jako Marquette, zast. inspektora (1982-88): 10 odcinków
- Barry Sattels jako Tony Stantinopolis (1986-88): 9 odcinków
- Richard Minchenberg jako Peter Daniels (1982-87): 8 odcinków
- Stanley Kamel jako Mick Solomon, detektyw (1983-88): 7 odcinków
- Meg Foster jako Chris Cagney, detektyw (1982): 6 odcinków
- Janet MacLachlan jako Lynn Sutter (1982-87): 6 odcinków
- Edward Blackoff jako Marty Pappas (1984-85): 6 odcinków
- Larry Da'Vol (1985-86): 6 odcinków
- Rose Portillo jako Rhonda Gallegos (1982-86): 5 odcinków